# Unserer Lieben Frau (Geiging)

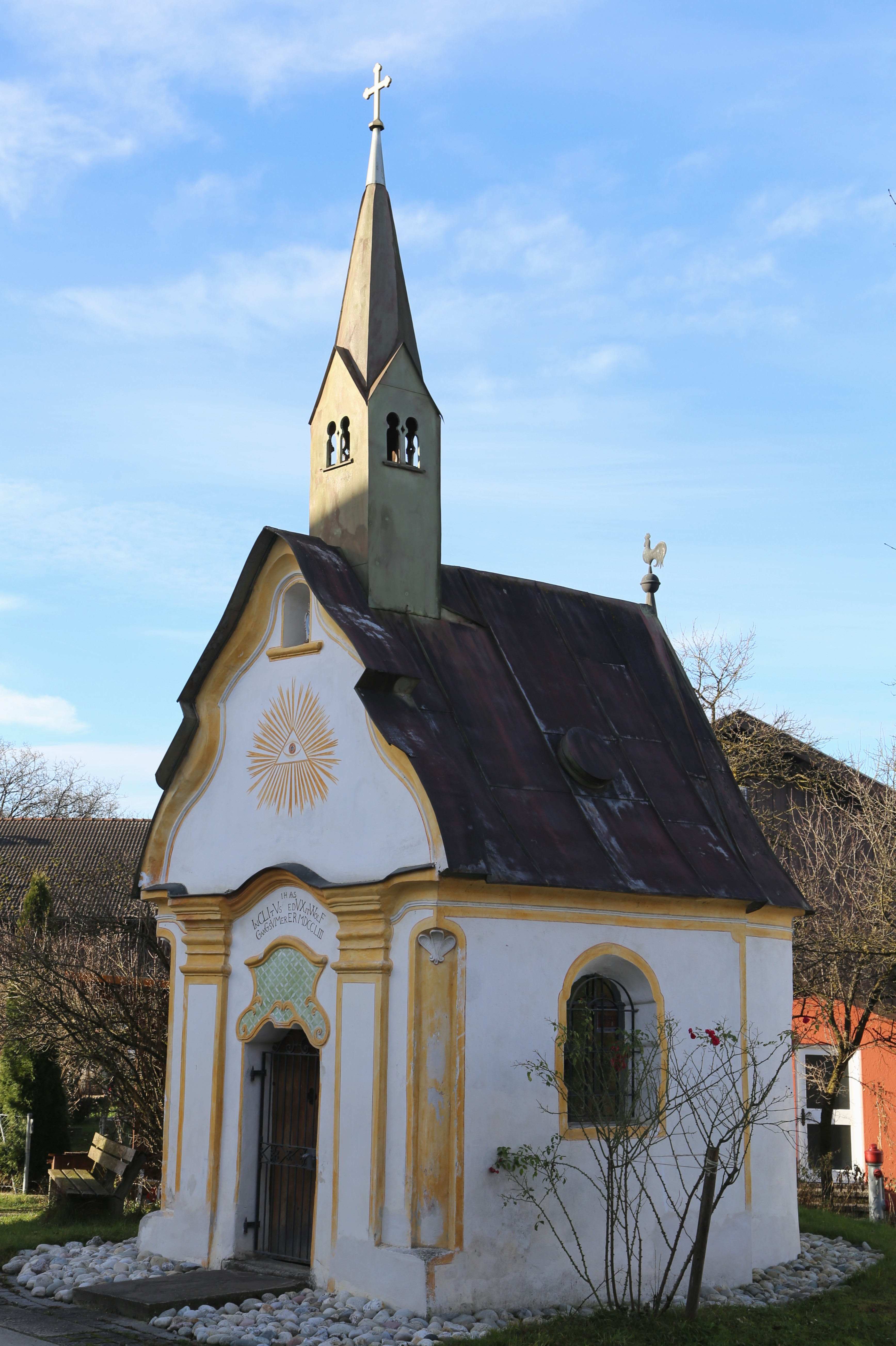
Unserer Lieben Frau in Geiging

Die römisch-katholische Kapelle Unserer Lieben Frau steht in Geiging, einem Gemeindeteil von Rohrdorf im oberbayerischen Landkreis Rosenheim. Das Bauwerk ist in der Liste der Baudenkmäler in Rohrdorf (am Inn) als Baudenkmal unter der Nr. D-1-87-169-6 eingetragen.

## Beschreibung
Die aus dem Langhaus und dem halbrund geschlossenen Chor bestehende barocke Kapelle wurde 1753 erbaut. Die dem Chor gegenüber liegende Fassade mit dem von Pilastern flankierten Portal ist mit einem Schweifgiebel abgeschlossen. Aus dem Dach des Langhauses erhebt sich ein quadratischer, mit einem spitzen Helm bedeckter Dachreiter.
Der Innenraum des Langhauses ist  mit einem Stichkappengewölbe überspannt, er ist mit dem des Chors durch einen Chorbogen verbunden. Der Altar aus Stuckmarmor ist mit der Darstellung des heiligen Georg und einer Nachbildung des Marienbildnisses von Altötting verziert.